# Sonny Boy (chanson)
Pour les articles homonymes, voir Sonny Boy.
Sonny Boy est une chanson écrite par Ray Henderson, Buddy De Sylva, et Lew Brown. C'est une des chansons du film Le Fou chantant (The Singing Fool) réalisé par Lloyd Bacon, interprétée par Al Jolson.

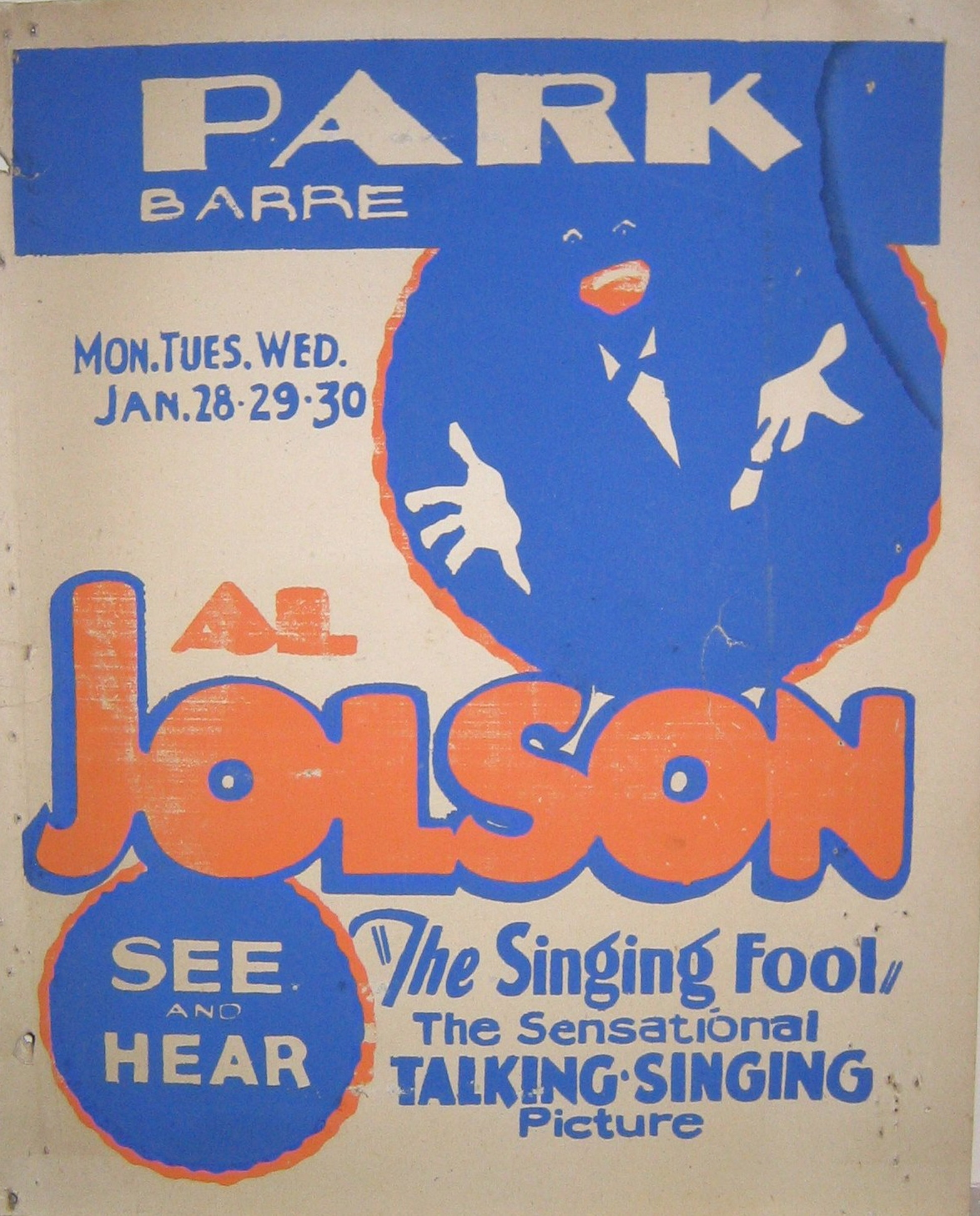
Affiche du film The Singing Fool.

L'enregistrement de 1928 est resté no 1 des classements de meilleures ventes de disque pendant 12 semaines. C'est la première chanson écrite pour un film parlant qui est devenue un grand succès musical.

## Enregistrements notables et postérité
En 1929 Sonny Boy est chantée par Bosko dans Bosko, the Talk-Ink Kid, un des premiers dessins animés ayant des dialogues sonores.
La chanson a été enregistrée par The Thad Jones/Mel Lewis Orchestra avec Ruth Brown, Ruth Etting, The Andrews Sisters, Petula Clark, Mandy Patinkin, John McCormack, Richard Tauber, Franz Völker et Rudolf Schock. 
D'après un documentaire de British TV sorti en 1986, The Real Al Jolson Story, Sonny Boy aurait été écrit d'une traite dans une chambre d'hôtel à Atlantic City.
Différentes versions de la chanson sont utilisées en leitmotiv dans le film L'Échelle de Jacob sorti en 1990.